# Les Noces d'Olivette

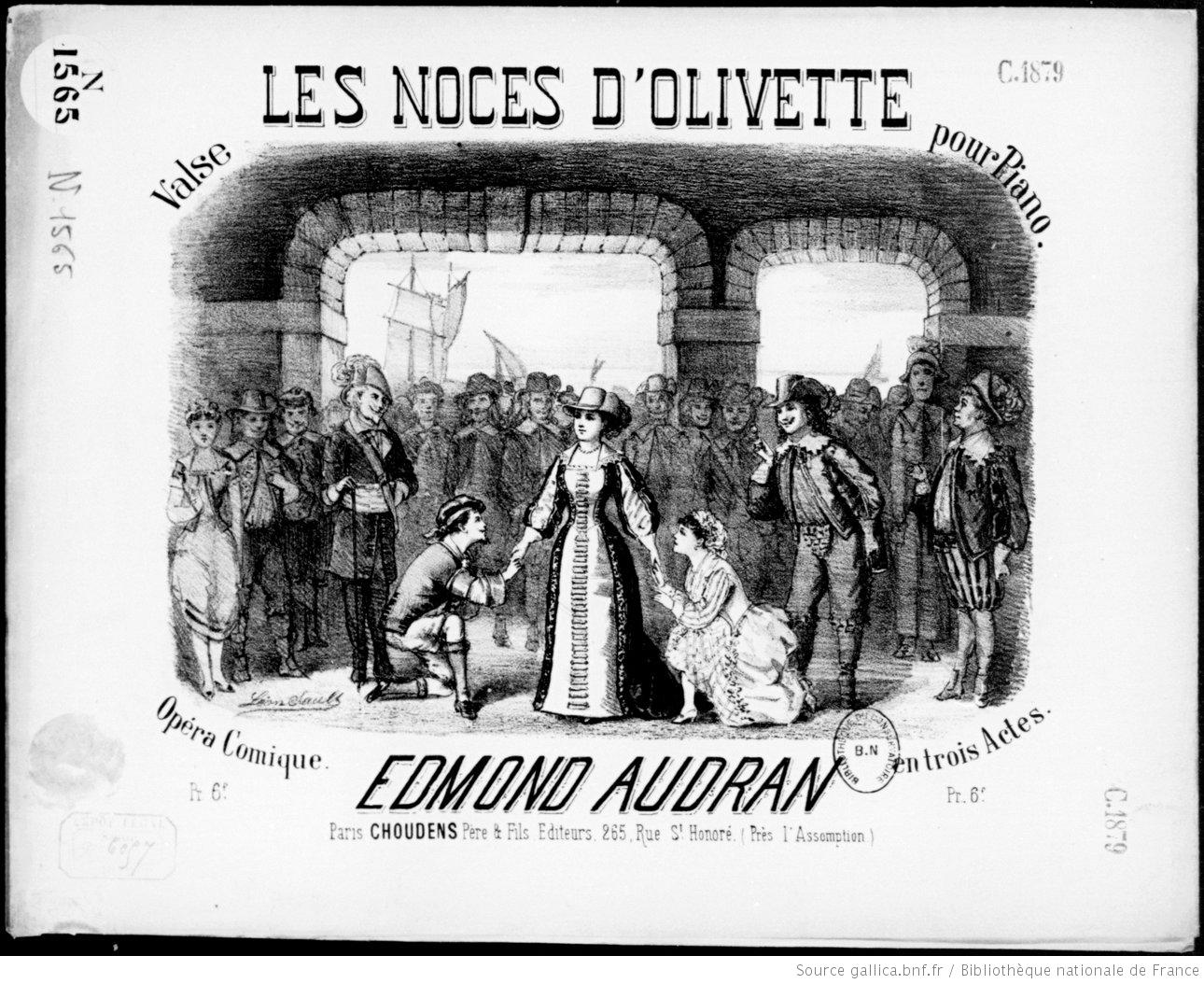
Illustration, par Léon Sault.

Les Noces d'Olivette est un opéra-comique en trois actes composé par Edmond Audran, le livret est écrit par Alfred Duru et Henri Charles Chivot. La pièce a été créée sous la direction de Louis Cantin à Paris le 13 novembre 1879, au Théâtre des Bouffes-Parisiens,,
Le ténor Alfred Jolly chante dans le rôle du Duc des Ifs, la soprano Élise Clary incarne le rôle-titre d'Olivette et Giulia Bennati celui de Bathilde, la comtesse.

## Rôles
| Rôle                                                                    | Voix    | Distribution à la première, le 13 novembre 1879 |
| ----------------------------------------------------------------------- | ------- | ----------------------------------------------- |
| Capitaine De Merimac                                                    | ténor   | Gustave Gerpré                                  |
| Valentin, officier du Roussillon, son neveu                             | ténor   | Marcelin                                        |
| Duc des Ifs, cousin et héritier présomptif de la comtesse de Roussillon | ténor   | Alfred Jolly                                    |
| Marvejol, sénéchal de la comtesse de Roussillon et Maire de Perpignan   | baryton | Desmonts                                        |
| Lonfuseau                                                               | ténor   | Pescheux                                        |
| Lartimon                                                                |         | Bartelot                                        |
| Un aubergiste                                                           |         | Lespinasse                                      |
| Olivette, fille du sénéchal                                             | soprano | Élise Clary                                     |
| Bathilde, comtesse de Roussillon                                        | soprano | Giulia Bennati                                  |
| Ourika                                                                  |         | Rivero                                          |
| Mistigris                                                               |         | Becker                                          |
| Moustique                                                               | soprano | Gabrielle                                       |
| Marinette                                                               |         | Barnolle                                        |
| Toinon                                                                  |         | Mauriane                                        |
| Lajinjole                                                               |         | Lynnès                                          |
| Fanchette                                                               |         | Gerardi                                         |
| Margotte                                                                |         | Castelli                                        |
| Pavillon                                                                |         | Forty                                           |
| Simone                                                                  |         | Jeanne                                          |
| Madelinette                                                             |         | Linville                                        |
| Laviron                                                                 |         | Noblet                                          |